# Sustancia P

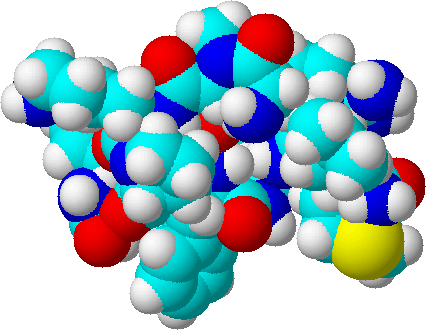
Modelo de espacio lleno de sustancia P.

La sustancia P es un undecapéptido  especialmente involucrado en la percepción del dolor. Es un neuropéptido que actúa como neuromodulador y neurotransmisor.

## Estructura
La secuencia de aminoácidos es la siguiente:
```
Arg-Pro-Lis-Pro-Gln-Gln-Phe-Phe-Gli-Leu-Met-NH
2
```

(RPKPQQFFGLM con una aminación en el carboxilo terminal),

Modelo de esqueleto carbonado de sustancia P.

## Historia
La sustancia P fue detectada por Ulf von Euler y John H. Gaddum en 1931 en extractos de cerebro e intestino. Estos se prepararon como polvos (powder) de donde le proviene el nombre "P". Fue purificada y sintetizada en 1971.

## Efectos farmacológicos
Entre sus efectos farmacológicos se encuentran la vasodilatación, estimulación del músculo liso intestinal, estimulación de la secreción salival, diuresis y diversos efectos en el sistema nervioso periférico y central.

## Localización
La sustancia P se ha ubicado dentro de los nervios del sistema nervioso periférico y central. Es abundante en las neuronas aferentes sensitivas primarias no mielinizadas y se asocia con la transmisión del dolor.
Como otros neuropéptidos, la sustancia P está presente en neuronas que también contienen otros neurotransmisores, como la 5-hidroxitriptamina (5-HT).
 
También se encuentra en las células enterocromafines de los tractos biliar y gastrointestinal, por ello, es uno de los autacoides secretados por los tumores de estas células y contribuye a los signos y síntomas del síndrome carcinoide.
La sustancia P ejerce sus acciones sobre las células a las que activa mediante su unión molecular a una proteína presente en la membrana de las células diana. Este complejo proteico-receptor de la sustancia P se denomina receptor NK1 (de Neuro-Kinina 1) y su presencia determina si una célula nerviosa puede o no responder a las acciones de la sustancia P.
- 1. Se ha demostrado que en altas concentraciones la sustancia P aumenta la liberación de metaloproteínas (principalmente MMP-1, 3 y 11) y a bajas concentraciones disminuye los niveles de metaloproteínas.

- 2. Se han encontrado niveles sericos elevados de sustancia P en algunos síndromes dolorosos, aunque de forma inconstante, en pacientes que padecen cefalea, fibromialgia y algunos tipos de neuropatía periférica.[5]